# Madison Square Park Tower
Madison Square Park Tower alternativt 45 East 22nd Street, är en skyskrapa som ligger på Manhattan i New York, New York i USA.
Byggnaden uppfördes mellan 2015 och 2017 som en fastighet för bostäder. Den är 237 meter hög och har 61 våningar.